# Petrache Poenaru
Petrache Poenaru (n. 10 ianuarie 1799, Benești, județul Vâlcea – d. 2 octombrie 1875, București) a fost un pedagog, inventator, inginer și matematician român, membru titular al Academiei Române.

## Studii
Petrache Poenaru a plecat la rugămințile lui Tudor Vladimirescu să studieze la Viena, iar apoi la Paris, unde a studiat filologia și științele tehnice.

## Invenții
În timpul studiilor brevetează primul toc rezervor din lume, mai întâi la Viena, apoi la Paris (brevet 3208, din 25 mai 1827), cu titlul Condeiul portăreț fără sfârșit, alimentându-se însuși cu cerneală (plume portable sans fin, qui s'alimente elle-même avec de l'encre). Invenția nu a fost, însă, produsă în serie, de aceea, titlul de inventator al stiloului este atribuit lui Lewis Edson Waterman.

## Primul român care a călătorit cu trenul
La 15 septembrie 1830, se deschide în Anglia prima cale ferată din lume, care va face legătura între Liverpool și Manchester. La 27 octombrie 1831 tânărul Petrache Poenaru, spunea printre altele: 
„Am făcut această călătorie cu un nou mijloc de transport, care este una din minunile industriei secolului... douăzeci de trăsuri legate unele cu altele, încărcate cu 240 de persoane sunt trase deodată de o singură mașină cu aburi...”

## Contribuții aduse învățământului românesc
A fost unul dintre organizatorii învățământului național românesc, fondatorul Colegiului Național Carol I din Craiova. În tinerețe a fost secretarul personal al lui Tudor Vladimirescu iar ulterior, revenind în țară după călătorii și studii tehnice, s-a implicat în domenii legate de învățământ, administrație și inovație. Între 1834 - 1836 a insistat pentru introducerea Sistemului Metric Zecimal în Țara Românească. 
La 20 octombrie 1850 a fost numit membru al Eforiei Școlilor Naționale, iar sarcina lui principală era să aplice Regulamentul de funcționare a școlilor din Țara Românească, semnat de donnitorul Barbu D. Știrbei.
Ca director al Eforiei Școalelor, include în Regulamentul Școalelor, din 1833, primele prevederi legislative referitoare la biblioteci. Acest regulament pune bazele constituirii de biblioteci finanțate de stat, una în Colegiul din SF. Sava, și alta în școala din Craiova. Cele doua biblioteci au beneficiat de depozit legal, ceea ce le-a permis să-și dezvolte colecțiile. Inițiază constituirea unui fond național de carte și manuscrise adunate din mănăstiri și biserici. Elaborează cel mai vechi regulament al unei biblioteci publice din Țara Românească , printr-un decret promulgat de Eforia Școalelor la 15 septembrie 1836, care cuprinde și cele mai importante prevederi biblioteconomice de organizare și valorificare a colecțiilor unei biblioteci publice cu caracter național.
Împreună cu alți oameni de seamă a contribuit la înființarea în 1835 la Pantelimon a Școlii de Agricultură. În 1841, Poenaru a publicat primul curs de algebră pentru Țara Românească în limba română. Din poziția de membru al Eforiei Școlilor Naționale în 1867 devine co-fondator al Școlii de Poduri și Șosele (actuala Universitate Tehnică de Construcții din București).
În 1870, spre sfârșitul vieții sale, a fost ales membru al Academiei Române.

## Primul ziar românesc
Foaia de propagandă a armatei lui Tudor Vladimirescu, apărută la inițiativa sa, a însemnat nu numai primul ziar românesc de propagandă, așa după cum îi arată și numele, dar și unul dintre primele exemple din istoria presei scrise din România de prezentare corectă a idealurilor revoluționare ale lui Tudor.

## Revoluționar la 1848
Petrache Poenaru a participat la Revoluția de la 1848 și a făcut parte din Comisia pentru liberarea robilor. A semnat P. Poenaru pe primul comunicat al comisiei, din 12 iulie 1848, alături de Iosafat Snagoveanul și Cezar Bolliac (document original la Muzeul Național de Istorie a României).
Din 1856 a fost venerabilul unei loji masonice bucureștene. Devine un apropiat al domnitorului Alexandru Ioan Cuza. Dintre descendenții cunoscuți se poate aminti scriitoarea Alice Voinescu (1885 – 1961) născută la Turnu Severin.
Fosta stație de metrou Semănătoarea îi poartă acum numele.

## Galerie imagini

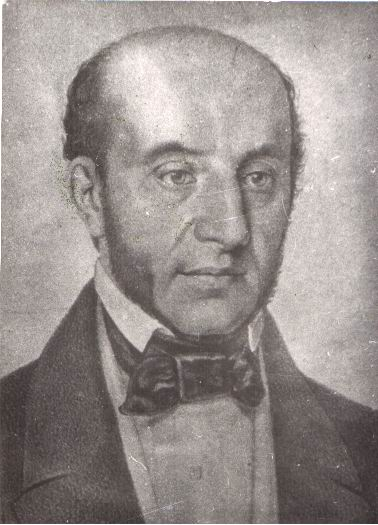
Petrache Poenaru (detaliu)- de Constantin Lecca
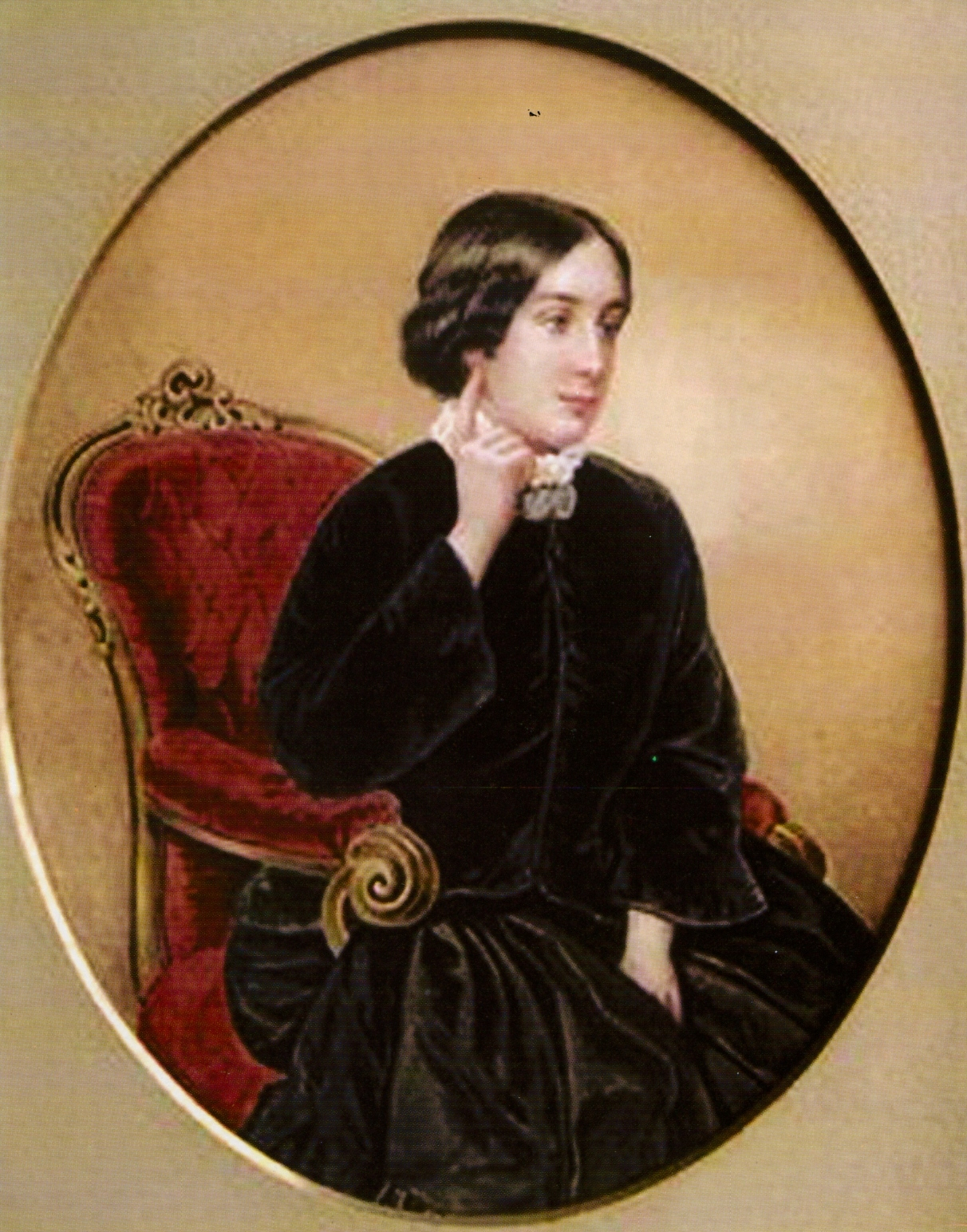
Eufrosina Poenaru - de Constantin Lecca
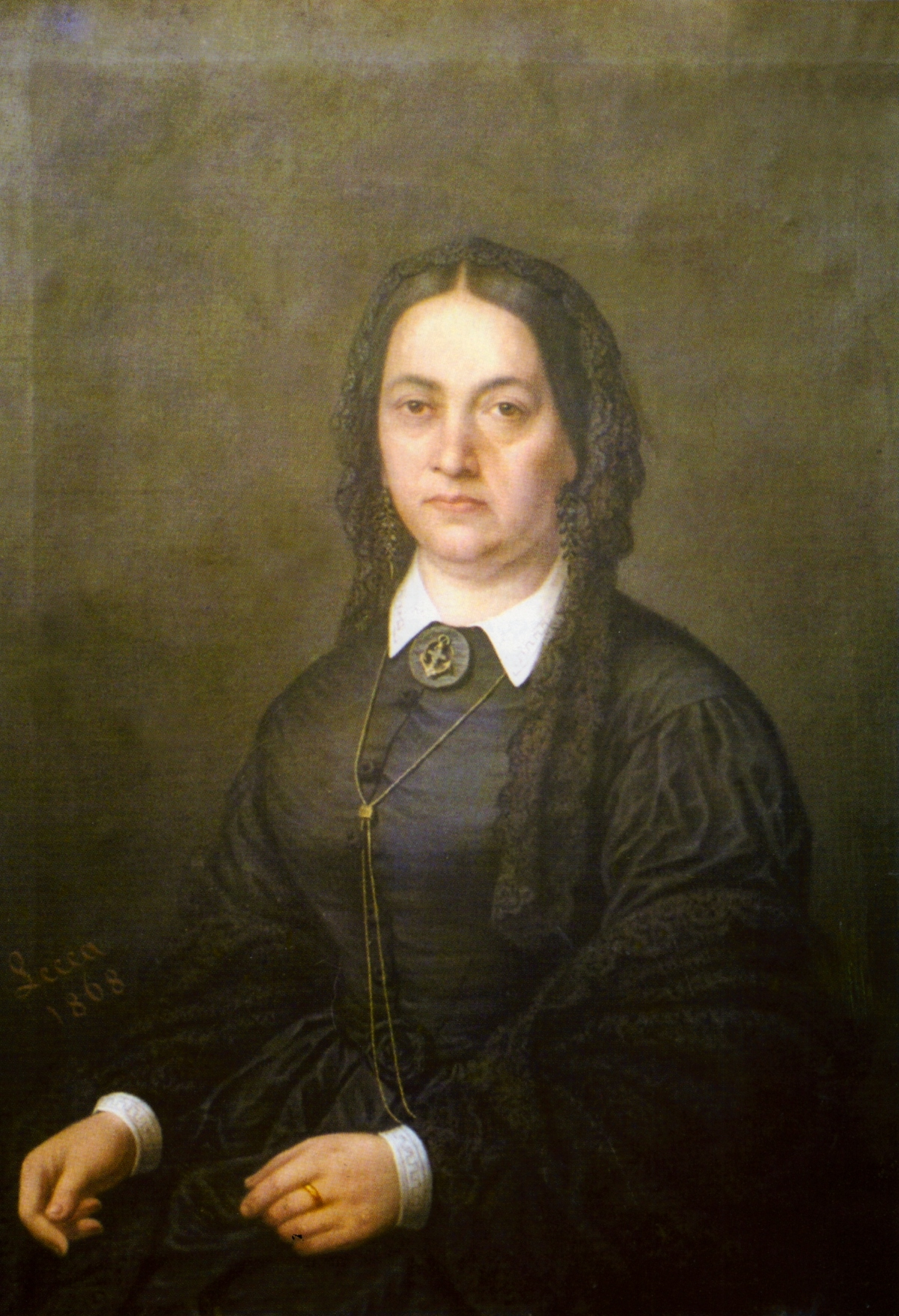
Caliope Poenaru - de Constantin Lecca
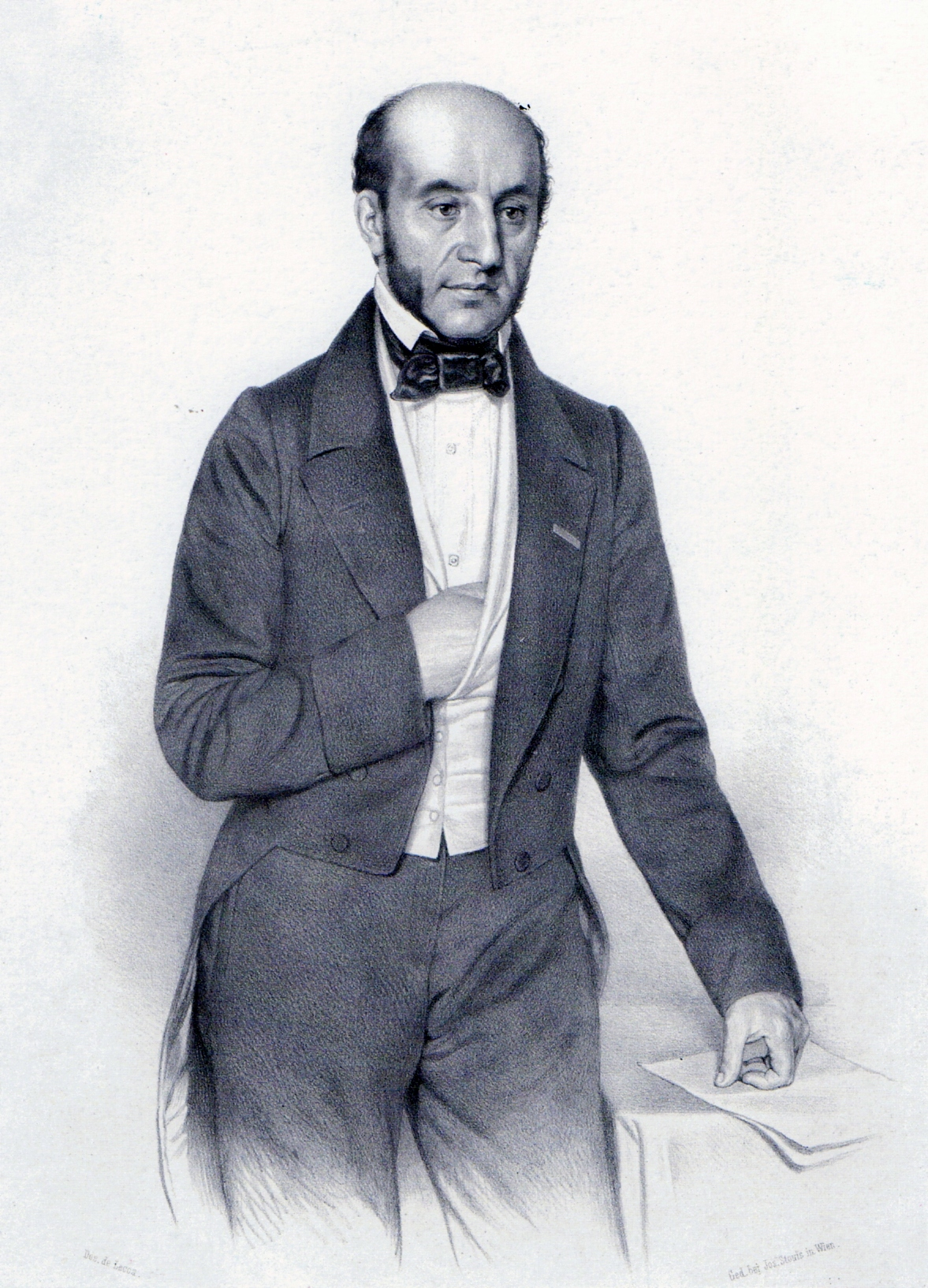
Petrache Poenaru - de Constantin Lecca
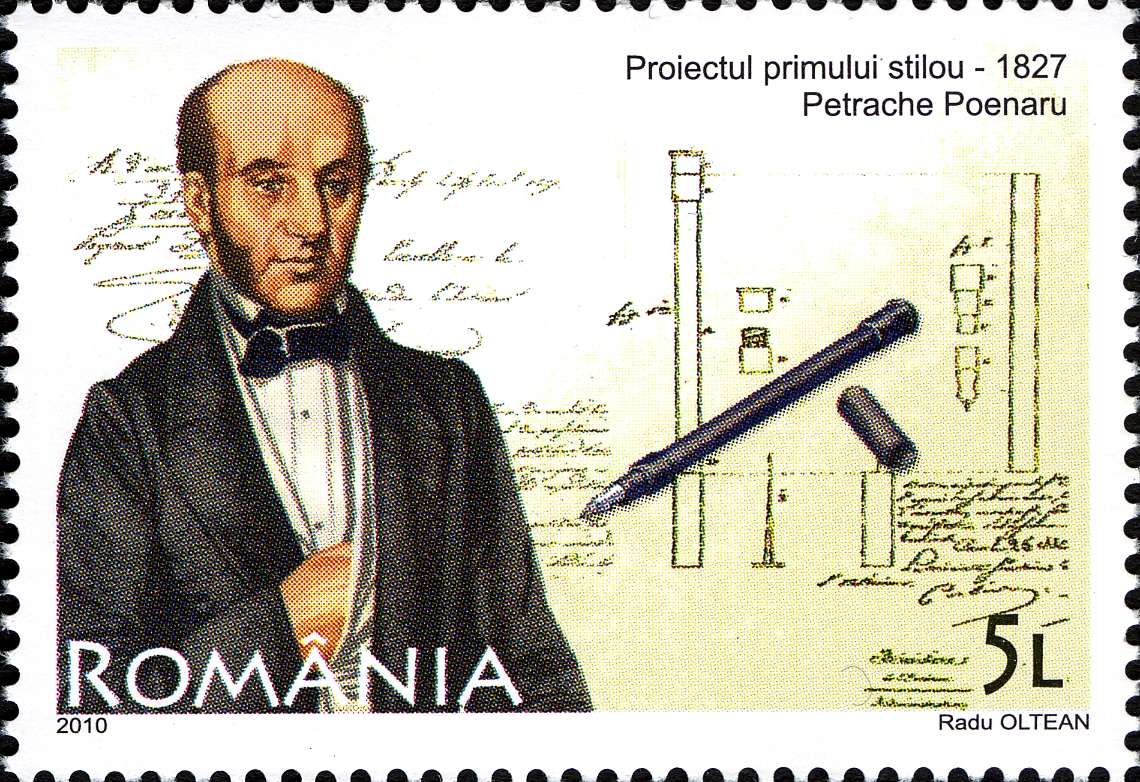
Marcă poștală din 2010

## Legături externe
- Membrii Academiei Române din 1866 până în prezent – P

Articole biografice
- Petrache Poenaru 1799 - 1875 - un articol de Mihai Olteneanu, în revista Univers ingineresc, editată de Asociația Generală a Inginerilor din România (AGIR)
- Mica enciclopedie - Petrache Poenaru Arhivat în 4 martie 2016, la Wayback Machine.
- Vă mai amintiți de...: Petrache Poenaru, 16 septembrie 2009, Eliza Zdru, Adevărul
- Stiloul oltenesc[nefuncțională]
, 3 mai 2004, Alexandru Radescu, Jurnalul Național
- Petrache Poenaru, un român cu viață de legendă Arhivat în 21 februarie 2020, la Wayback Machine., 22 decembrie 2012, Dan Cârlea, Ziarul Lumina
- Vâlceanul Petrache Poenaru, inventatorul stiloului, a fost conducătorul unei loji masonice din București, 7 noiembrie 2013, Irina Rîpan, Adevărul
- Povestea de roman a patriotului care i-a scos pe români din Evul Mediu. A fost revoluționar, mason, inventator, profesor și ministru, 18 august 2024, Cosmin Pătrașcu Zamfirache, Adevărul